# Boyne City
Boyne City è un comune degli Stati Uniti d'America, situato nello Stato del Michigan, nella Contea di Charlevoix.